# Kivi
Kivi je užiten sadež rodu gozdne trte aktinidije (Actinidia). Rastline tega rodu so avtohtone v Šanši (Shaanxi) na Kitajskem. 
Plodovi kivija so ovalne oblike, velike približno kot kokošje jajce. To je približno od 5 do 8 cm v dolžino in od 4,5 do 5,5 cm v premer. Kivi ima vlaknat zeleno-rjav olupek in svetlo zeleno ter zlato rumeno meso s približno 800 črnimi, užitnimi semeni. Meso ima mehko teksturo in unikaten okus. 
Kivi je bil prvotno znan kot Kitajska kosmulja, nato pa so ga sredi dvajsetega stoletja zaradi tržnih razlogov preimenovali, najprej v melono, šele zatem pa v kivi. To ime je kivi dobil po ptiču kiviju iz Nove Zelandije, saj naj bi bil sadežev olupek podoben perju ptiča kivija.

## Zgodovina
| Italija                                             | 0.48 |
| Nova Zelandija                                      | 0.28 |
| Čile                                                | 0.15 |
| Francija                                            | 0.08 |
| Grčija                                              | 0.04 |
| Japonska                                            | 0.04 |
| ZDA                                                 | 0.02 |
| Iran                                                | 0.02 |
| Kanada                                              | 0.01 |
| Svet skupaj                                         | 1.12 |
| Vir: Organizacija za hrano in agrikulturo OZN (FAO) |      |

Kivi izvira iz Kitajske, kjer je bil razglašen za državen sadež Republike Kitajske. Tudi druge vrste rodu aktinidij so bile najdene na področju Kitajske in vzhodne Japonske. 
Ta kulturna rastlina se je razširila po svetu v zgodnjih letih 20. stoletja, ko je njena semena na Novo Zelandijo prinesla Isabel Fraser. Prvotno so kivi gojili na domačih vrtovih, večja proizvodnja kivija pa se je začela leta 1940. 
Zdaj je glavna proizvajalka Italija, njej pa sledijo Nova Zelandija, Čile, Francija, Grčija, Japonska in ZDA. Kivi še vedno proizvajajo na Kitajskem, njegovem rojstnem kraju, a Kitajska ni nikdar prišla na listo največjih 10 proizvajalcev.

## Imena
Ta sadež ima bogato zgodovino pred samim poimenovanjem v kivi in zato ima veliko starih imen. Na Kitajskem zanj obstajajo naslednja imena:
- Makakova breskev (獼猴桃 míhóu táo)
- Makakova hruška (猕猴梨 míhóu lí)
- Trtna hruška (藤梨 téng lí)
- Sončna breskev (阳桃 yáng táo)
- Lesna jagoda (木子 mù zi)
- Dlakavo sadje (毛木果 máo yee goh)
- Nenavaden sadež ali čudežen sadež(奇異果 qíyì guǒ): najbolj pogosto ime v Tajvanu in Hong Kongu (奇異果 kay yee goh).

## Druge vrste
Najbolj pogosta gojena vrsta je Actinidia deliciosa, kamor spadajo sorte Hayward, Chico in Saanichton 12. Te so si med seboj precej podobne in vsem ustreza zgornji opis. 
Obstaja pa tudi zlati kivi (Actinidia chinensis) z rumenim mesom in slajšim, manj kislim ter bolj tropskim okusom, ki je bil razvit na Novi Zelandiji, tržno povpraševanja po njem pa čedalje bolj narašča. Tudi nekatere divje rastline na Kitajskem imajo rumene plodove, a so njihovi plodovi majhni in zato tržno neuporabni. Semena teh rastlin so na Novo Zelandijo prinesli leta 1987. Razvili so ga preko opraševanja in transplantacije trte zelenega kivija. Podjetje pa je potrebovalo kar 11 let, da so razvili nov sadež 
Zlati kivi ima gladek, bronast olupek, na eni strani pa je bolj koničast. Ima višjo tržno ceno in je za razliko od zelenega kivija manj kosmat, tako da ga lahko pojemo z olupkom vred, če prej z njega odstranimo mehak, puhast 'plašč'.

## Hranilna vrednost
Kivi je bogat vir vitamina C. Količina kalija v kiviju po teži je malo manjša kot v banani. Vsebuje tudi vitamina A in E. 
Olupek je dober vir antioksidantov. Surov kivi vsebuje tudi veliko encima aktinidina, ki se uporablja za mehčanje mesa, a je lahko alergen za nekatere posameznike. Posebni ljudje, ki so alergični na lateks, ananas in papajo, so velikokrat alergični tudi na kivi.

## Priprava in potrošnja
Kivi lahko pojemo kot celoto, kot jabolko (redko tudi z olupkom, ker ta poveča kislost). Lahko ga prerežemo na pol in meso postrgamo ven z žličko, ali pa ga preprosto narežemo na kolobarje in ga postrežemo skupaj z navadnim jogurtom. Kivi lahko olupimo tudi s pomočjo lupilca za krompir. 